# Еба (ледник)
Ледникът Ѐба (на английски: Ebbe Glacier) е долинен ледник в Източна Антарктида, Бряг Пенел, на Земя Виктория, десен „приток“ на големия ледник Лили с дължина 96 km. Води началото си от централните части на планината Адмиралти (част от Трансантарктическите планини), между хребетите Хамерън на югозапад и Робинсън на североизток. На няколко километра югоизточно от неговото начало е „изворът“ на големия ледник Такар, който се насочва в югоизточна посока. Ледникът Еба „тече“ в северозападна посока между планините Еверет на югозапад и Анаре на североизток. „Влива“ се отдясно в големия ледник Лили.
Ледникът Еба е открит и картиран на базата на направените аерофотоснимки от американската антарктическа експедиция през 1960 – 62 г. и е наименуван от Американския консултативен комитет по антарктическите названия в чест на генерал Гордън Еба (1916 – 1989), командваш въздушните полети на американските антарктически експедиция от юни 1955 до юни 1956 г.